# Pachyacris
Pachyacris es un género de saltamontes de la subfamilia Cyrtacanthacridinae, familia Acrididae. Este género se distribuye en India e Indochina.

## Especies
Las siguientes especies pertenecen al género Pachyacris:
- Pachyacris compressa Rehn, 1941
- Pachyacris vinosa (Walker, 1870)
- Pachyacris violascens (Walker, 1870)